# Paul Lynde

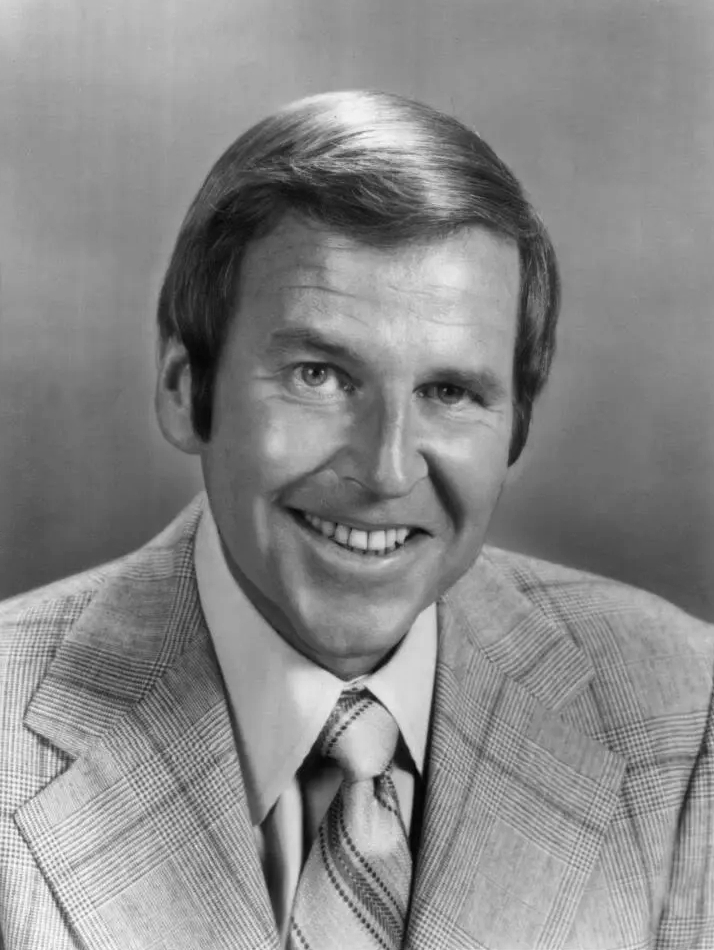
Paul Lynde (1972)

Paul Edward Lynde (* 13. Juni 1926 in Mount Vernon, Ohio; † 10. Januar 1982 in Beverly Hills, Kalifornien) war ein US-amerikanischer Schauspieler und Komiker, der vor allem durch zahlreiche Fernsehsendungen international bekannt wurde.

## Ausbildung
Der Sohn eines Kleinstadtpolizisten wuchs mit fünf Geschwistern im US-Bundesstaat Ohio auf. Nach dem Schulabschluss absolvierte er zunächst ein Studium an der Northwestern University in Evanston, Illinois, wo u. a. Charlton Heston und Cloris Leachman zu seinen Kommilitonen zählten.

## Theater
Anschließend zog er nach New York City, wo er sich verstärkt seinem Jugendtraum zuwandte und kleinere Rollen als Bühnendarsteller und Stand-Up-Comedian annahm. Schließlich erhielt er ein Engagement am New Yorker Broadway, wo er zusammen mit Eartha Kitt in der Revue New Faces of 1952 auftrat. 1954 wirkte er auch in der Filmversion dieser Produktion mit. Auf diese Weise einem überregionalen Publikum bekannt geworden erhielt Lynde seine erste Fernsehrolle als Komiker in der Red Buttons Show.

## Fernsehen
Von da an verlagerte Lynde seinen künstlerischen Schwerpunkt mehr und mehr auf das Fernsehen. Er spielte neben Buddy Hackett in dessen kurzlebiger Sitcom Stanley und wirkte in zahlreichen Fernsehshows als Sketchpartner von Hollywood-Größen wie Jonathan Winters und Dean Martin mit. Daneben betätigte er sich als Autor für verschiedene Shows und Sketch-Sendungen. 1968 stieß Lynde zum Team der Quiz-Show The Hollywood Squares, in der neun Prominente jeweils zwei Kandidaten ausgefallene und skurrile Antworten gaben, die diese dann als „richtig“ oder „falsch“ beurteilen mussten. Lynde gehörte dem Ensemble der Show mit einer kurzen Unterbrechung (1979) bis 1981 an und wurde dadurch zu einem der beliebtesten Fernsehkomiker seiner Zeit. 1972 erhielt er mit der Paul Lynde Show eine eigene Fernsehserie. Einem internationalen Publikum wurde er vor allem durch seine Darstellung des Onkels Arthur in der Sitcom Verliebt in eine Hexe bekannt. Den immer zu einem Scherz und sarkastischen Repliken aufgelegten Arthur verkörperte Lynde sporadisch wiederkehrend zwischen 1965 und 1971. Außerdem übernahm er Gastrollen in populären Fernsehserien wie The Munsters und Bezaubernde Jeannie.

## Film
Auch in Spielfilmproduktionen fand Lynde ein reiches Betätigungsfeld, wobei er hier zumeist auf komische Nebenrollen festgelegt war. Er spielte in der Disney-Komödie Der Pauker kann’s nicht lassen, George Sidneys Filmversion des Musicals Bye Bye Birdie, den Doris-Day-Komödien Schick mir keine Blumen und Spion in Spitzenhöschen und der Komödie Ja, lüg ich denn? mit Billy Crystal. Seine letzte Filmrolle übernahm er 1979 als Indianerhäuptling Genervter Elch (im Original Nervous Elk) in der Western-Parodie Kaktus Jack (mit Kirk Douglas in der Titelrolle und Arnold Schwarzenegger in einem frühen Filmauftritt als Schönchen Fremder/Handsome Stranger).

## Sprecher
Außerdem setzte Lynde seine wandelbare Stimme umfangreich für Zeichentrickfilme ein. Er verlieh vielen Figuren der Hanna-Barbera-Studios damit einen individuellen Charakter und wirkte ebenfalls bei der Synchronisation von Spielfilmen wie Zuckermanns Farm (nach dem Kinderbuch Charlotte’s Web von E. B. White) mit. Lynde zu Ehren wurde 2005 die Stimme der Figur des Aliens Roger in Seth MacFarlanes Zeichentrickserie American Dad nach dem verstorbenen Komiker gestaltet.

## Tod
Paul Lynde wurde am 10. Januar 1982 von einem Freund in seiner Wohnung in Beverly Hills tot aufgefunden. Der zuständige Gerichtsmediziner nahm einen Herzstillstand infolge des exzessiven Lebenswandels des Schauspielers als Todesursache an. Gleichwohl kamen bald Gerüchte über die Todesumstände auf. Dabei wurden sogar Mord bzw. Raubmord immer wieder als „wahre“ Todesursache genannt. Die Lynde-Biographen Steve Wilson und Joe Florenski belegten hingegen in ihrem Buch Center Square die Aussagen des Pathologen, wonach Lyndes Herz durch jahrelangen Missbrauch von Nikotin, Alkohol und anderen Drogen stark geschädigt worden wäre, was schließlich auch Ursache des frühzeitigen Todes gewesen sei.

## Filmografie (Auswahl)

### Film
- 1954: New Faces of 1952
- 1962: Der Pauker kann’s nicht lassen (Son of Flubber)
- 1963: Bye Bye Birdie
- 1963: Ein Ehebett zur Probe (Under the Yum Yum Tree)
- 1964: Schick mir keine Blumen (Send Me No Flowers)
- 1965: Surf Beach Party (Beach Blanket Bingo)
- 1966: Spion in Spitzenhöschen (The Glass Bottom Boat)
- 1968: Der türkisfarbene Bikini (How Sweet It Is!)
- 1972: Rückkehr nach Oz – Ein Zaubermärchen (Journey Back to Oz, Sprechrolle)
- 1973: Zuckermanns Farm – Wilbur im Glück (Charlotte’s Web, Sprechrolle)
- 1975: Das Nilpferd Hugo (Hugo the Hippo, Sprechrolle)
- 1978: Ja, lüg ich denn? (Rabbit Test)
- 1979: Kaktus Jack (The Villain)

### Fernsehen
- 1954–1955: The Red Buttons Show (5 Folgen)
- 1956–1957: Stanley (6 Folgen)
- 1963–1965: Amos Burke (Burke’s Law, Fernsehserie, 3 Folgen)
- 1964–1965: The Munsters (Fernsehserie, 3 Folgen)
- 1965–1971: Verliebt in eine Hexe (Bewitched, Fernsehserie, 11 Folgen)
- 1966: F Troop (Fernsehserie, Folge 2x01)
- 1966–1968: Bezaubernde Jeannie (I Dream of Jeannie, Fernsehserie, 3 Folgen)
- 1967: The Beverly Hillbillies (Fernsehserie, Folge 6x01)
- 1972–1973: The Paul Lynde Show (Fernsehserie, 26 Folgen)
- 1973–1974: Temperatures Rising (Fernsehserie, 20 Folgen)